# Guardacantón

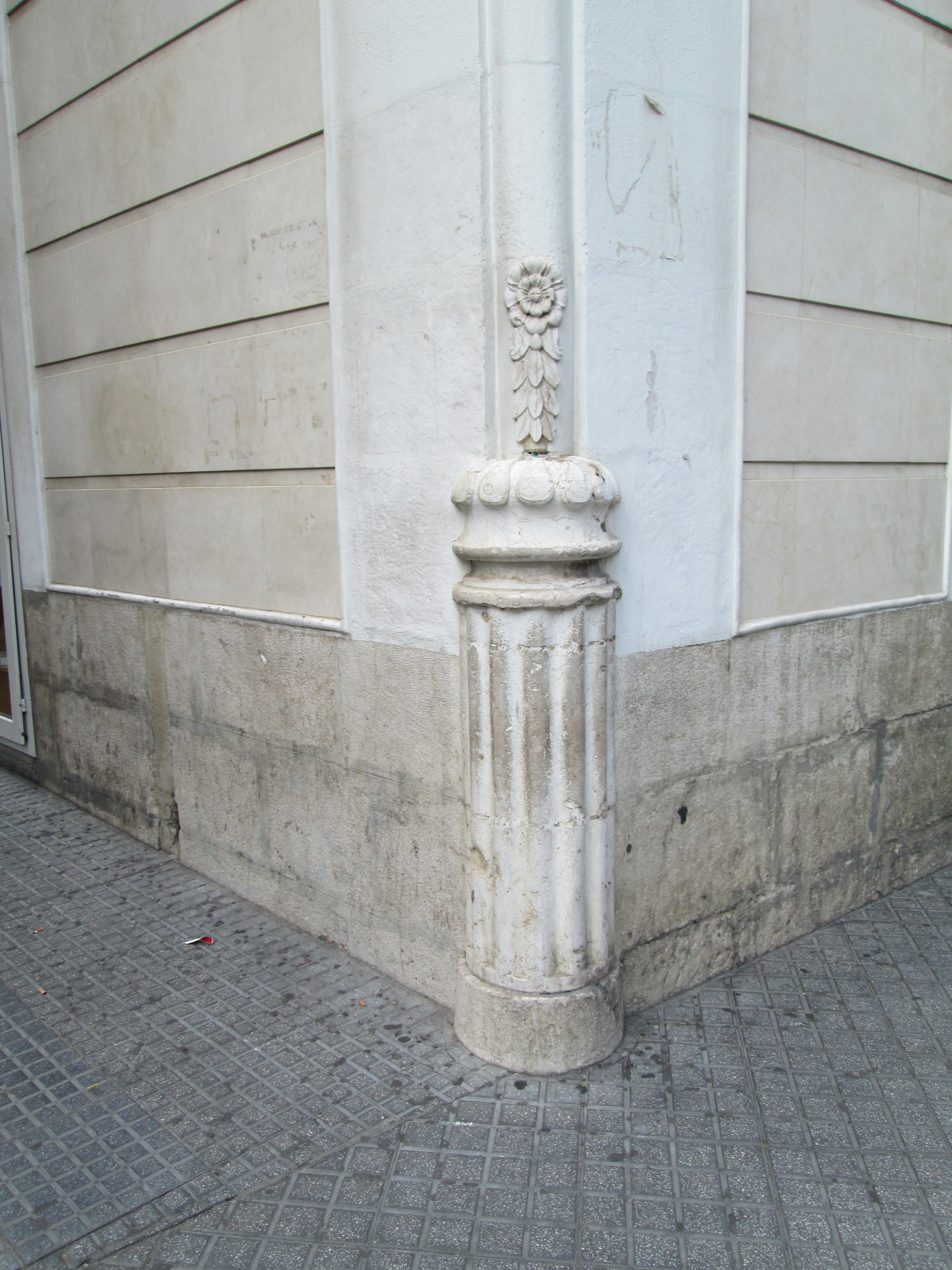
Guardacantón en Málaga (España)

Se llamaba guardacantones a los postes de piedra que servían para resguardar de los carruajes las esquinas de los edificios. Se colocaban a los lados de los paseos y caminos para que no se salieran de ellos los carruajes. Antiguamente, eran muy usados en las esquinas de las calles y se hacían de piedra dura en forma redondeada, habiéndose utilizado para este objeto piedras miliarias romanas o cañones viejos con la culata para arriba. Esta antigua costumbre se conservó hasta que se comenzó a generalizar el empleo de las aceras en las poblaciones modernas aún se ven casas antiguas con guardacantones en la entrada de sus grandes puertas.
Los guardacantones podían estar adornados con bolas o con caracoleos y algunos tenían sus dos empotramientos en un dado colocado en el suelo con el fin de evitar que los choques de las ruedas produjeran sacudidas en el edificio. En ocasiones, se formaban recintos con guardacantones enlazados por cadenas de hierro para preservar algún edificio o monumento de la aproximación de los carruajes. En dicho caso, en que sería más propio denominarlos pilares o marmolejos, se hacían, bien de piedra o mármol, con anillos empotrados o aros de hierro o todo él del mismo metal colado.